# А-100 (компания)
«А-100» — инвестиционная группа компаний. Инвестирует в девелоперские проекты, автозаправочные станции, фонды частных инвестиций, венчурные фонды и инструменты на публичных рынках.

## Инвестиции
C 2012 одна из компаний группы - кипрская Adasonia Limited инвестирует в private equity фонды и венчурный капитал.

## Сеть автозаправок
В августе 1994 г. бывший инженер конструкторского бюро Александр Центер за деньги, вырученные с проданного автомобиля «Москвич 2141», приобрёл бензовоз «ГАЗ-53» (4620 литров) и открыл первую в Минске контейнерную автозаправочную станцию. В 1995 г. открыли первую стационарную АЗС и увеличили автопарк к 9 бензовозов. Название «А-100» предприятие получило от октанового числа 100, которое имеет авиационное топливо. В 1996 г. «А-100» начало принимать к оплате электронные карты «Берлио» и выпускать собственные топливные талоны. В 1997 г. заправки «А-100» первые в Белоруссии установили автомобильные пылесосы. В 2000 г. также впервые в стране «А-100» построила газозаправочную станцию и начала предлагать услуги автоматической мойки автомобилей. В 2001 г. АЗС начали оборудовать компрессорами для подкачки колес и скоростными топливораздаточными колонками. В 2003 г. на АЗС ввели электронный контроль за количеством топливо в резервуарах.
В 2007 г. на АЗС появилась услуга аренды прицепа. В 2008 г. — услуга оформления автостраховки. В 2009 г. сеть АЗС получила собственную бонусную карту «А-100+» и организовала прокат велосипедов. За 2010—2014 гг. на АЗС «А-100» продали 492,4 млн литров бензина. В 2011 г. 175 тыс. автомобилистов Минска из 600 тыс. (29 %) пользовались автомойками на АЗС «А-100». В 2013 г. количество пользователей автомоек в Минске выросло до 350 тыс. из 1 млн автомобилистов (35 %). В апреле «А-100» приобрёл брестскую сеть «Галлон» в суме 4 АЗС. На 2014 г. сеть АЗС имела 4 млн клиентов (42 % от население Белоруссии). Тогда же был представлен первый в Белоруссии электромобиль. 9 октября 2014 г. состоялся запуск первой в Беларусии станции зарядки электромобилей. Также в 2014 г. «А-100 АЗС» приобрела собственное нефтехранилище.
С 1 января 2015 г. сеть АЗС перешла к обслуживанию на белорусском языке после 4-месячной подготовки сотрудников на курсах «Мова нанова» (с бел. — «Язык заново»). Также переводчики «Мовы Наново» бесплатно перевели надписи и объявления на заправках, свыше 3000 ценников на товары и создали разговорники для сотрудников. В результате удалось увеличить продажи за счет роста доле белорусских покупателей, особенно молодёжи.
На 2022 г. «А-100» имела 36 автозаправок: из них 31 в Минске и Минской области и 5 в Брестской области 

## «А-100 Девелопмент»
В 2001 началось строительство дачного поселка строительным предприятием «А-100 Девелопмент». В конце 2005 г. началось строительство нового главного офиса предприятие в п. Боровая (Минский район), которое закончилось в 2007 году. В 2006 г. началось возведение 15 многоэтажных домов в квартале «Зелёный Бор» (посёлок Лесной, Минский район), где было продано 4064 квартиры. На 2014 г. 90 % площадей зданий, которые только строились «А-100 Девелопмент», уже были сданы в аренду. 98 % площадей возведенных зданий сдавались в аренду. «А-100 Девелопмент» на 2014 г. взял подряд на 7 торговых и бизнес-центров, из них 2 наибольших в столице (под названием All) на 10,8 тыс. м². 30 января «А-100» подарила Исполнительному комитету Минского района детский сад № 4 на 150 детей, построенный за €3 млн в жилом квартале «Зелёный Бор» (поселок Лесной). Летом началась застройка аэродрома «Боровая» (146 га) жильём на 12 тыс. квартир (1 млн м²., 12 кварталов) вместе с 12 детскими садами и 4 школами.
На 2015 г. строительное подразделение «А-100 Девелопмент» включало УП «Дамаан», ТДА «Этерика», ЗП «АСтоМакс» и УП «Алмары».
«А-100 Девелопмент» построило 22 из 35 заправок «А-100», бизнес-центр «А-100» в Минске, жилой квартал «Зелёный Бор» (поселок Лесной, Минский район) и многочисленные придорожные и столичные магазины.